# Lacinipolia megarena
Lacinipolia megarena là một loài bướm đêm trong họ Noctuidae.